# پیپو کامپانینی
پیپو کامپانینی (ایتالیایی: Pippo Campanini؛ زادهٔ ۱۹۷۰) بازیگر اهل ایتالیا است.
از فیلم‌هایی که وی در آن نقش داشته‌است، می‌توان به ۱۹۰۰ اشاره کرد.